# Sinji galeb (1953.)
Sinji galeb, hrvatski dugometražni film iz 1953. godine.